# Sơn Vĩ
Sơn Vĩ là một xã thuộc tỉnh Tuyên Quang, Việt Nam.

## Địa lý
Xã Sơn Vĩ nằm ở cực đông của tỉnh Hà Giang, có vị trí địa lý:
- Phía đông và phía bắc giáp Trung Quốc
- Phía tây giáp các xã Lũng Pù, Cán Chu Phìn và Giàng Chu Phìn
- Phía nam giáp tỉnh Cao Bằng.

Xã Sơn Vĩ có diện tích 46,69 km², dân số năm 2019 là 6.804 người, mật độ dân số đạt 146 người/km².
Sông Nho Quế tạo thành một phần ranh giới phía tây của Sơn Vĩ, bên kia sông là các xã Lũng Pù và Cán Chủ Phìn.

## Hành chính
Xã Sơn Vĩ được chia thành 19 thôn: Lùng Lình A, Lẻo A, Lẻo B, Xín Chải, Lũng Làn, Tà Ngày, Phìn Lò, Phe Thán, Tà Lủng, Nà Lúng A, Mé Lầu, Lũng Lình A, Trù Sán, Cò Súng, Trà Mần, Nà Lùng B, Xéo Hồ, Lũng Chỉn, Dìn Phàn Sán.

## Lịch sử
Trước đây, Sơn Vĩ là một xã thuộc huyện Đồng Văn.
Ngày 5 tháng 7 năm 1961, Hội đồng Chính phủ ban hành Quyết định số 91-CP về việc chia xã Sơn Vỹ thuộc huyện Đồng Văn thành ba xã Thượng Phùng, Xín Cái, Sơn Vĩ.
Ngày 15 tháng 12 năm 1962, Hội đồng Chính phủ ban hành Quyết định số 211-CP về việc thành lập huyện Mèo Vạc trên cơ sở tách xã Sơn Vĩ thuộc huyện Đồng Văn.